# Hapigiodes nigridiscata
Hapigiodes nigridiscata är en fjärilsart som beskrevs av Paul Dognin 1911. Hapigiodes nigridiscata ingår i släktet Hapigiodes och familjen tandspinnare. Inga underarter finns listade i Catalogue of Life.